# سیارک ۲۰۸۶۲
سیارک ۲۰۸۶۲ (به انگلیسی: 20862 Jenngoedhart، نامگذاری:2000VY34) بیست هزار و هشتصد و شصت و دومین سیارک کشف شده‌است که در ۱ نوامبر ۲۰۰۰ کشف شد.
قدر مطلق سیارک برابر 20.4 است.